# Az emberi testvériség nemzetközi napja
Az emberi testvériség nemzetközi napját az ENSZ Közgyűlése 2020. december 21-én hozta létre a 75/200. határozatával a nagyobb kulturális és vallási tolerancia előmozdítása céljából. A határozat elfogadásával egyidejűleg az Egyesült Nemzetek Szervezete felkérte tagállamait és más nemzetközi szervezeteit, hogy minden év február 4-én tartsák meg az emberi testvériség nemzetközi napját
Az emberi testvériség nemzetközi napjának megünneplései közé tartoznak az ENSZ-tagállamok, vallási vezetők és a civil társadalom képviselői részvételével zajló események, valamint a Zayed-díj az Emberi Testvériségért, amely a világ bármely pontján elismeri az egyéneket vagy entitásokat az emberi testvériséghez való mélyreható hozzájárulásukért.
Mióta 2021. február 4-én először tartották, az emberi testvériség nemzetközi napja a világ különböző vezetőitől kapott támogatást. Ferenc pápa; Ahmed el-Tayeb sejk, Al-Azhar nagyimámja; és az Egyesült Államok elnöke, Joe Biden támogatta a kezdeményezést.

## Háttér
Ferenc pápa, a Katolikus Egyház feje és Ahmed el-Tayeb sejk, Al-Azhar nagyimámja 2019. február 4-én Abu Dhabiban (Egyesült Arab Emirátusok) aláírta az Emberi Testvériség a Világbékéért és az Együttélésért dokumentumot, más néven az Abu Dhabi nyilatkozatot. Az együttérzés és az emberi szolidaritás ebben a szövegben megtestesülő elvei ugyanazok, amelyek később ihlették azt a nyilatkozatot, amely február 4-ét az emberi testvériség nemzetközi napjává nyilvánította, ahogyan azt António Guterres, az ENSZ főtitkára különböző alkalmakkor kijelentette.
Az Emberi Testvériségről szóló dokumentumban megfogalmazott törekvések teljesítésére 2019 augusztusában megalakult az Emberi Testvériség Felsőbb Bizottsága (HCHF). A HCHF, amely különböző országok és vallások vallási és civil vezetőiből áll, más kezdeményezések mellett a Zayed-díjat is odaítéli az Emberi Testvériségért.
Végül a Dokumentum az emberi testvériségről a Fratelli tutti enciklikára is hatással volt, amint azt Ferenc pápa is elismeri ugyanebben a szövegben kijelentve, hogy az Ahmed el-Tayebbal 2019-ben folytatott találkozása inspirálta a megírására.

## Fordítás
Ez a szócikk részben vagy egészben  az   International Day of Human Fraternity című angol Wikipédia-szócikk ezen változatának fordításán alapul.  Az eredeti cikk szerkesztőit annak laptörténete sorolja fel. Ez a jelzés csupán a megfogalmazás eredetét és a szerzői jogokat jelzi, nem szolgál a cikkben szereplő információk forrásmegjelöléseként.

## Kapcsolódó szócikk
- Fratelli tutti